# Ulla Lodziņa
Ulla Ģērmane z d. Lodziņa (ros. Ула Лодзиня; ur. 21 października 1971) – łotewska narciarka alpejska reprezentująca też ZSRR, brązowa medalistka mistrzostw świata juniorów.

## Kariera
Największy sukces w karierze osiągnęła w 1988 roku, kiedy zdobyła brązowy medal w zjeździe podczas mistrzostw świata w juniorów w Madonna di Campiglio. W zawodach tych wyprzedziły ją jedynie Andrea Schwarzenberger z RFN oraz Austriaczka Sabine Ginther. Na tej samej imprezie była też między innymi dziewiąta w kombinacji i siedemnasta w supergigancie. Na rozgrywanych rok później mistrzostwach świata w juniorów w Aleyska zajęła dziesiąte miejsce w zjeździe. W zawodach Pucharu Świata zadebiutowała w sezonie 1988/1989. Pierwsze punkty wywalczyła 15 grudnia 1988 roku w Altenmarkt, gdzie była dziesiąta w zjeździe. Nigdy nie stanęła na podium zawodów tego cyklu, najlepszy wynik osiągnęła 25 lutego 1989 roku w Steamboat Springs, gdzie w supergigancie była czwarta. W walce o trzecie miejsce lepsza okazała się tam Michela Figini ze Szwajcarii. Najlepsze wyniki osiągała w debiutanckim sezonie, kiedy to zajęła 38. miejsce w klasyfikacji generalnej, a w klasyfikacji supergiganta była czternasta. W 1989 roku wystartowała na mistrzostwach świata w Vail, zajmując czternaste miejsce w zjeździe. Nigdy nie wystąpiła na igrzyskach olimpijskich.
Jej córka, Dženifera Ģērmane, także uprawia narciarstwo alpejskie.

## Osiągnięcia

### Mistrzostwa świata
| Miejsce | Dzień    | Rok  | Miejscowość | Konkurencja | Czas biegu | Strata | Zwyciężczyni   |
| ------- | -------- | ---- | ----------- | ----------- | ---------- | ------ | -------------- |
| 14.     | 5 lutego | 1989 | Vail        | Zjazd       | 1:46,50    | +2,49  | Maria Walliser |

### Mistrzostwa świata juniorów
| Miejsce | Dzień       | Rok  | Miejscowość          | Konkurencja | Czas biegu | Strata | Zwyciężczyni           |
| ------- | ----------- | ---- | -------------------- | ----------- | ---------- | ------ | ---------------------- |
| 3.      | 27 stycznia | 1988 | Madonna di Campiglio | Zjazd       | 1:15,24    | +0,49  | Andrea Schwarzenberger |
| 17.     | 28 stycznia | 1988 | Madonna di Campiglio | Supergigant | 1:16,26    | +2,52  | Sabine Ginther         |
| 15.     | 29 stycznia | 1988 | Madonna di Campiglio | Gigant      | 1:53,22    | +2,50  | Sabine Ginther         |
| 27.     | 30 stycznia | 1988 | Madonna di Campiglio | Slalom      | 1:37,98    | +9,71  | Renate Oberhofer       |
| 9.      | 30 stycznia | 1988 | Madonna di Campiglio | Kombinacja  | ?          | ?      | Sabine Ginther         |
| 10.     | 5 kwietnia  | 1989 | Aleyska              | Zjazd       | 1:31,91    | +1,65  | Sabine Ginther         |

### Puchar Świata

#### Miejsca w klasyfikacji generalnej
- sezon 1988/1989: 38.
- sezon 1990/1991: 74.

#### Miejsca na podium
Lodziņa nigdy nie stanęła na podium zawodów PŚ.